# 민족의 저력
《민족의 저력》(民族의 底力)은 1971년 대한민국 대통령 박정희가 지은 저서이다. 초판은 1971년 광명출판사본이었으며 발행인은 이학수였다.

## 목차
- 빛나는 유산
- 시련과 각성
  - 제국주의의 거센 물결
  - 근대화의 선구자들
  - 자주민의 선언

- 자유에의 염원
  - 주어진 해방의 대가
  - 신념의 승리
  - 자유는 멀다

- 도약의 1960년대
  - 개발의 의지
  - 자립의 터전
  - 보람된 노력

- 태평양의 물결
  - 평화의 나침반
  - 평화공존의 앞날
  - 통일의 의지

- 중단 없는 전진
  - 끈질긴 도전
  - 주체성의 선양
  - 문화민족의 긍지

- 고요한 혁명

## 같이 보기
- 박정희